# Hypomecis exilis
Hypomecis exilis là một loài bướm đêm trong họ Geometridae.